# Pichisermollodes ebenipes
Pichisermollodes ebenipes là một loài dương xỉ trong họ Polypodiaceae. Loài này được Hook. Fraser-Jenk. mô tả khoa học đầu tiên năm 2009.